# 小行星62190
小行星62190（62190 Augusthorch）是一颗绕太阳运转的小行星，为主小行星带小行星。该小行星于2000年9月20日发现。
該小行星以德國工程師奧古斯特·霍希命名。

## 轨道参数
小行星62190的轨道半长轴为384 314 157 km，2.5689449 UA，离心率为0.293。